# Georgentor

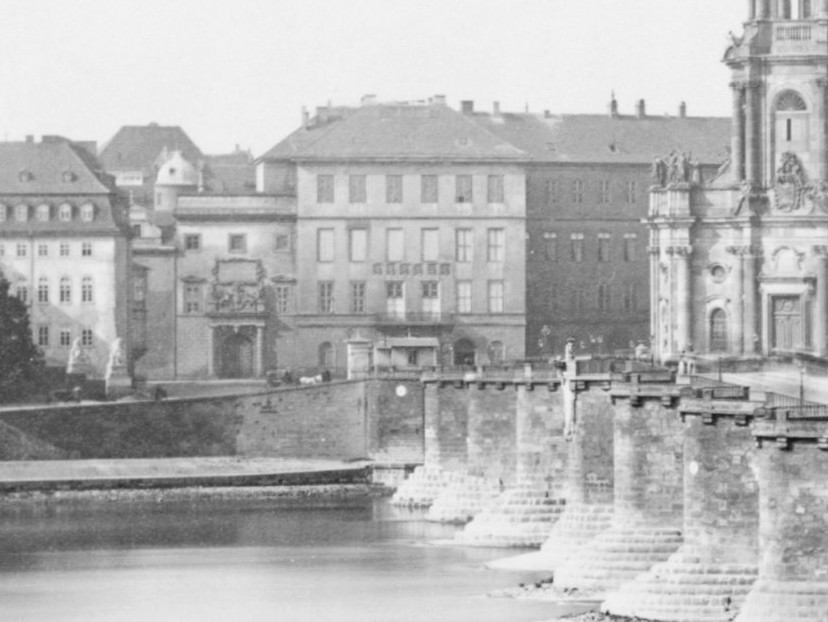
Le Georgentor vers 1865

Le Georgentor ou Georgenbau est la sortie d'origine de la ville de Dresde vers le pont de l'Elbe. Il est situé dans la vieille ville, sur la Schloßplatz, entre le Château de la Résidence et la cour des écuries. Ce premier bâtiment de la Renaissance à Dresde a été initié par Georges de Saxe, qui fit transformer l'ancienne porte de la ville en Georgentor de 1530 à 1535, qui était alors le seul pont de Dresde sur l'Elbe. Aujourd'hui, le bâtiment impressionne par sa façade représentative de style néo-renaissance monumental. 

## Histoire

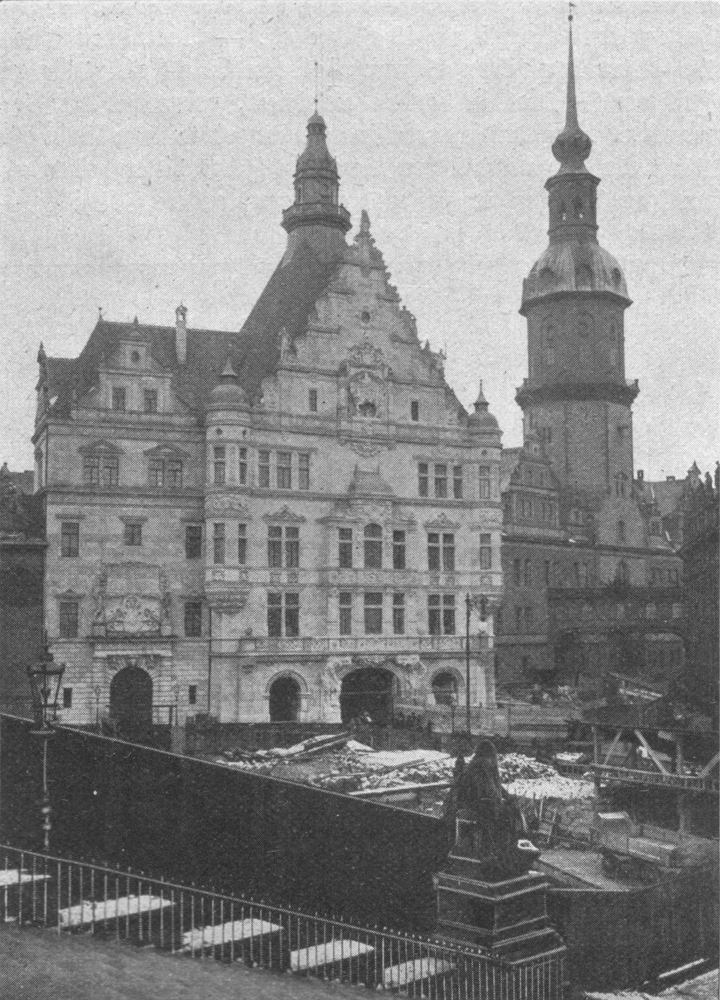
Georgentor 1902

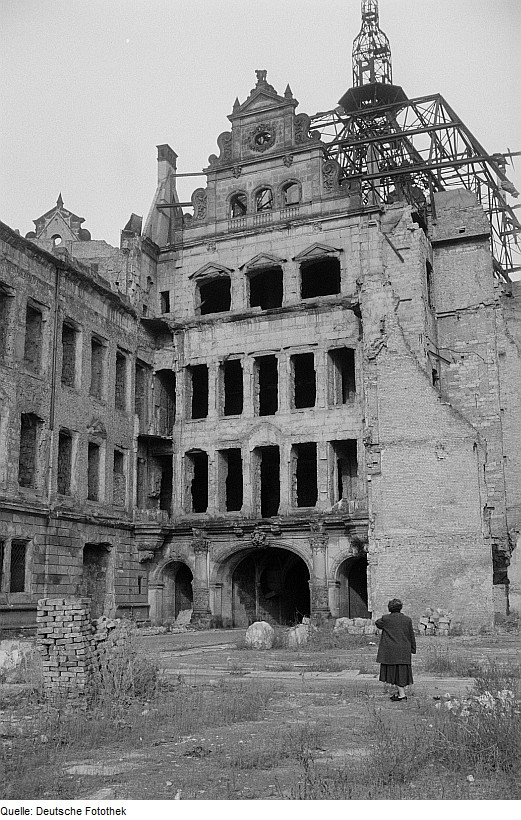
Georgentor 1954

La sortie de la Vieille ville vers le pont de l'Elbe, l'Elbtor de la forteresse de la ville, a été convertie de 1530 à 1535 par le constructeur Bastian Kramer en Georgentor. C'était le premier bâtiment de la Renaissance à Dresde, avant la reconstruction du palais de la Résidence, avec des échos de l'art roman lombard . 
Au milieu du XVIe siècle, le Georgentor a été muré. Pendant ce temps (1556), l'électeur Auguste Ier de Saxe fit déménager sa précédente capitale de l'État, Freiberg, dans les environs immédiats de son palais résidentiel à côté du Georgentor dans le cadre de vastes réformes. Son objectif était d'exploiter une seule Monnaie d'État . 
Après l'agrandissement du Georgentor vers 1833, une petite salle de bal fut installée ici entre 1866 et 1868. 
Jusqu'en 1901, dans le cadre de la rénovation du château, la façade a été repensée dans le style néo-Renaissance par Gustav Dunger et Gustav Frölich. Le portail voûté côté Elbe (ancien portail nord) a été déplacé côté ouest vers la Hofkirche. La statue équestre plus grande que nature d'environ quatre mètres de haut du duc Georges de Saxe dans le pignon du Georgentor a été créée par le sculpteur Christian Behrens. 
Le dernier roi saxon Frédéric-Auguste III a vécu dans le Georgenbau jusqu'en 1918. 
Après la destruction du Georgentor par les raids aériens sur Dresde en février 1945, l'extérieur du bâtiment a été reconstruit au milieu des années 1960.   

## Expositions
Les expositions suivantes sont actuellement à l'affiche au Georgenbau: 
- Münzkabinett - une collection de pièces et médailles historiques
- Weltsicht und Wissen um 1600 - une exposition permanente d'œuvres d'art de l'ancienne Kunstkammer de Dresde
- la salle des armes en argent et la petite salle de bal.

## Vues

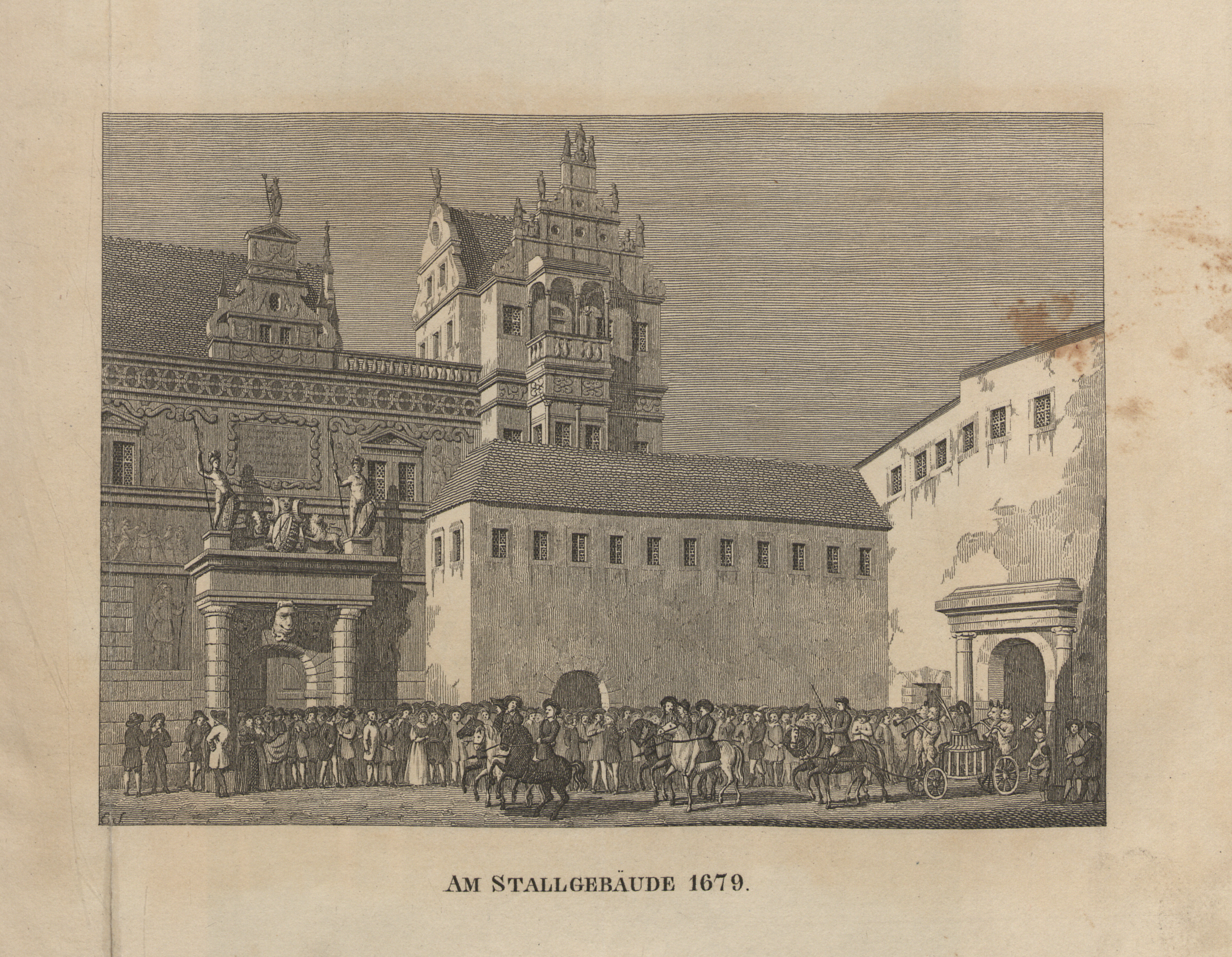
Jagdtor, 1679, à gauche le long couloir, à droite l'entrée de l'Elbtor, à l'arrière le Georgentor en forme de tour
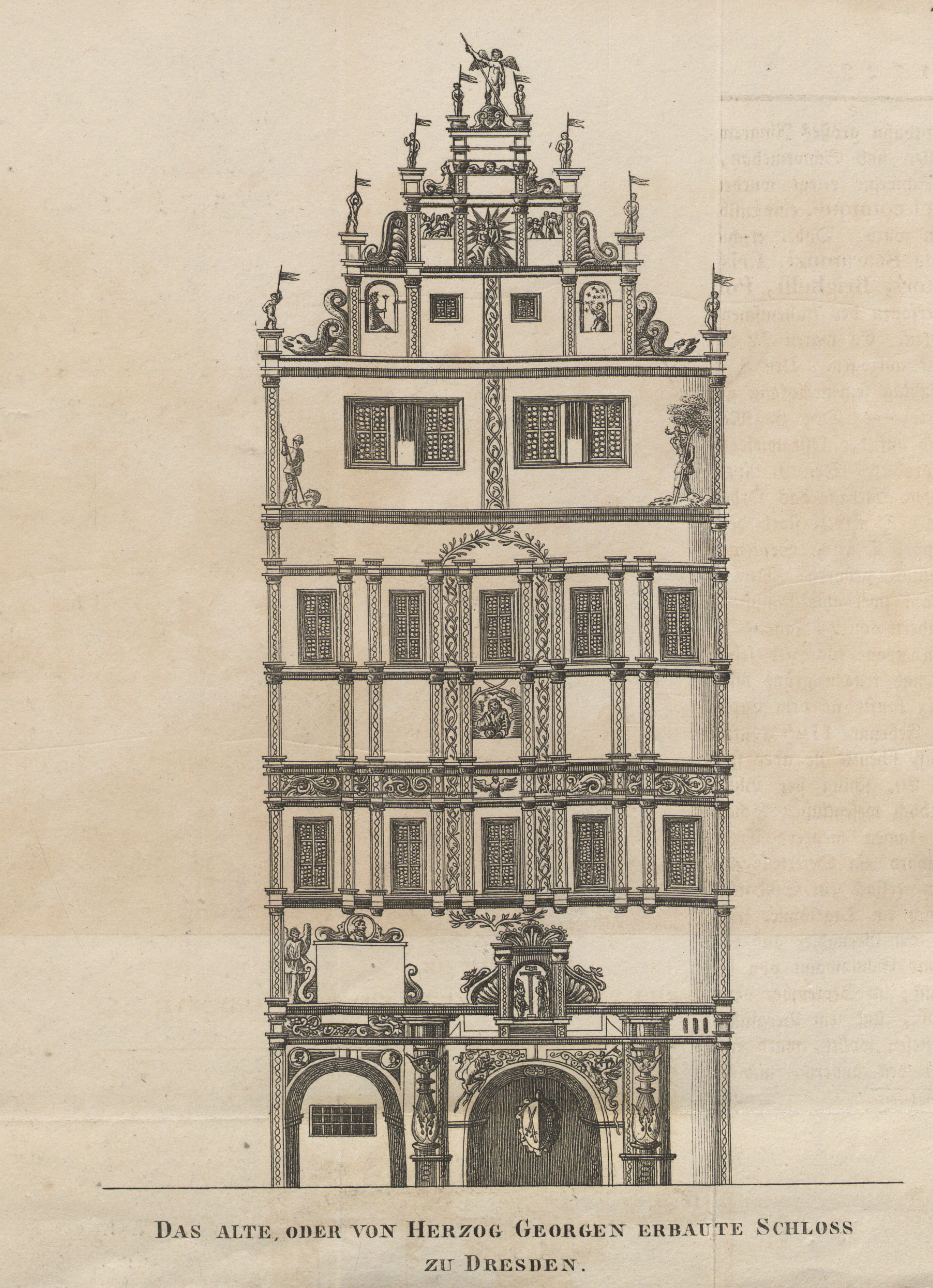
Georgentor, côté sud, 1680
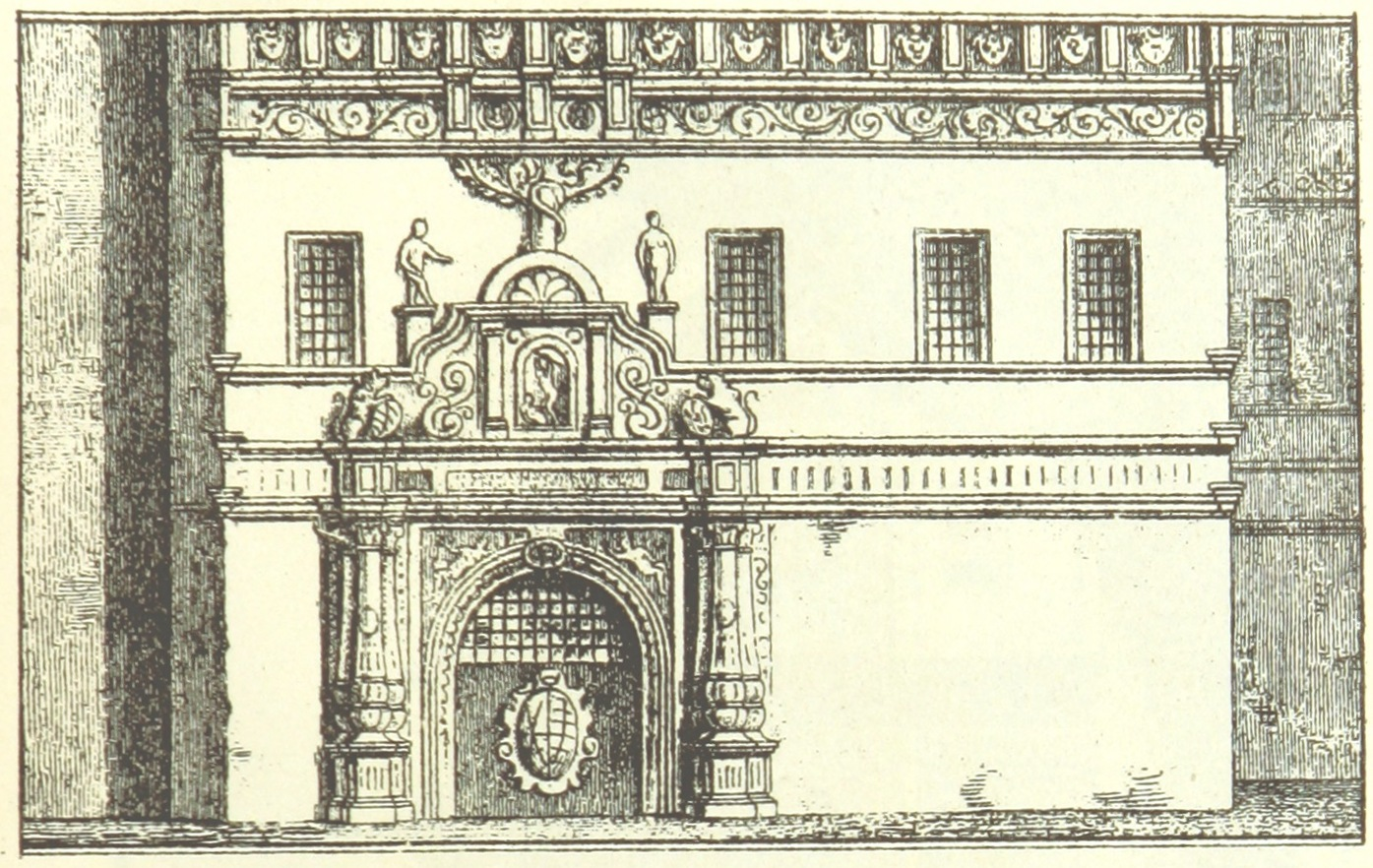
Georgentor, côté nord, 1679
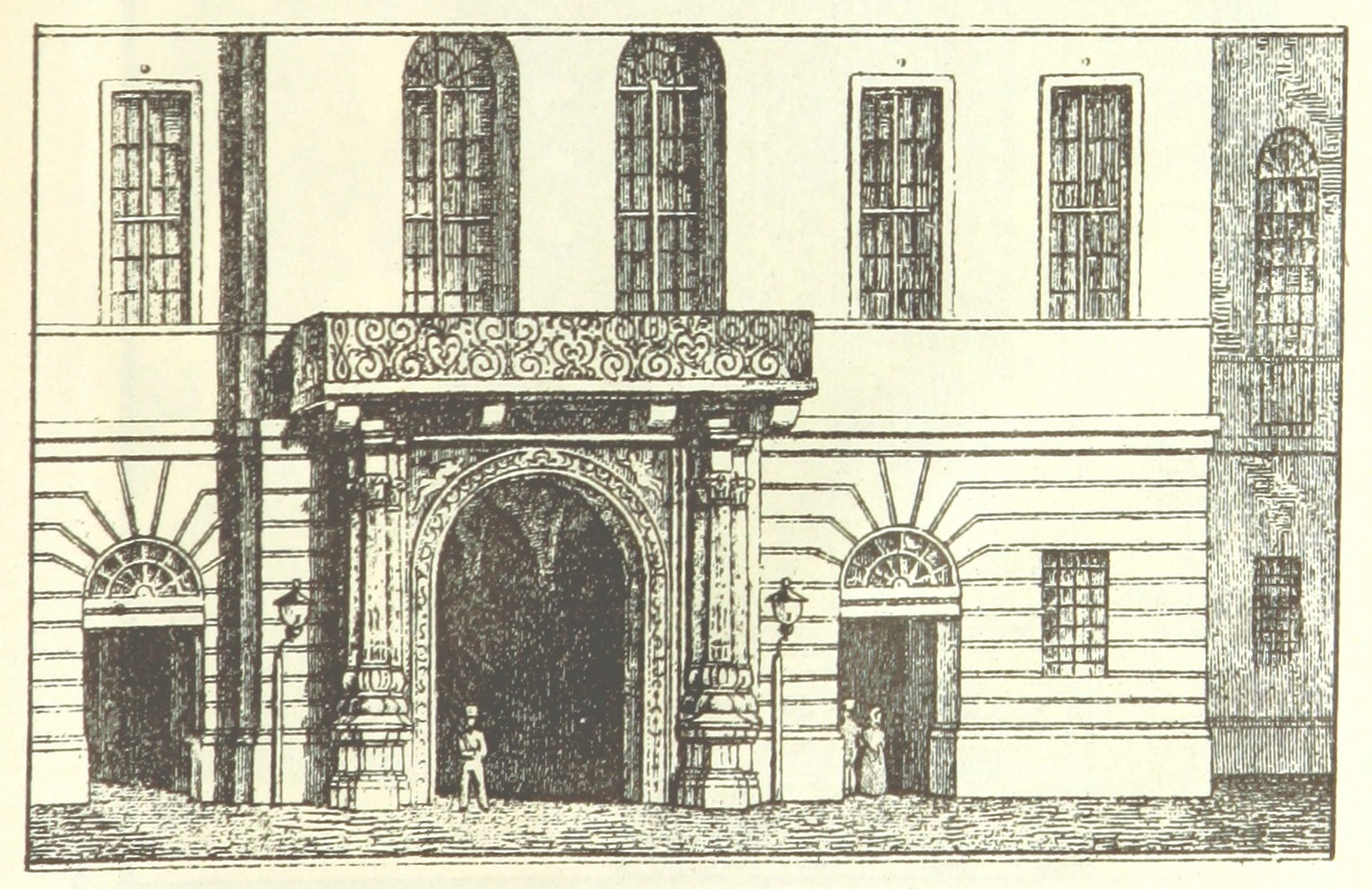
Côté nord au XIXe siècle
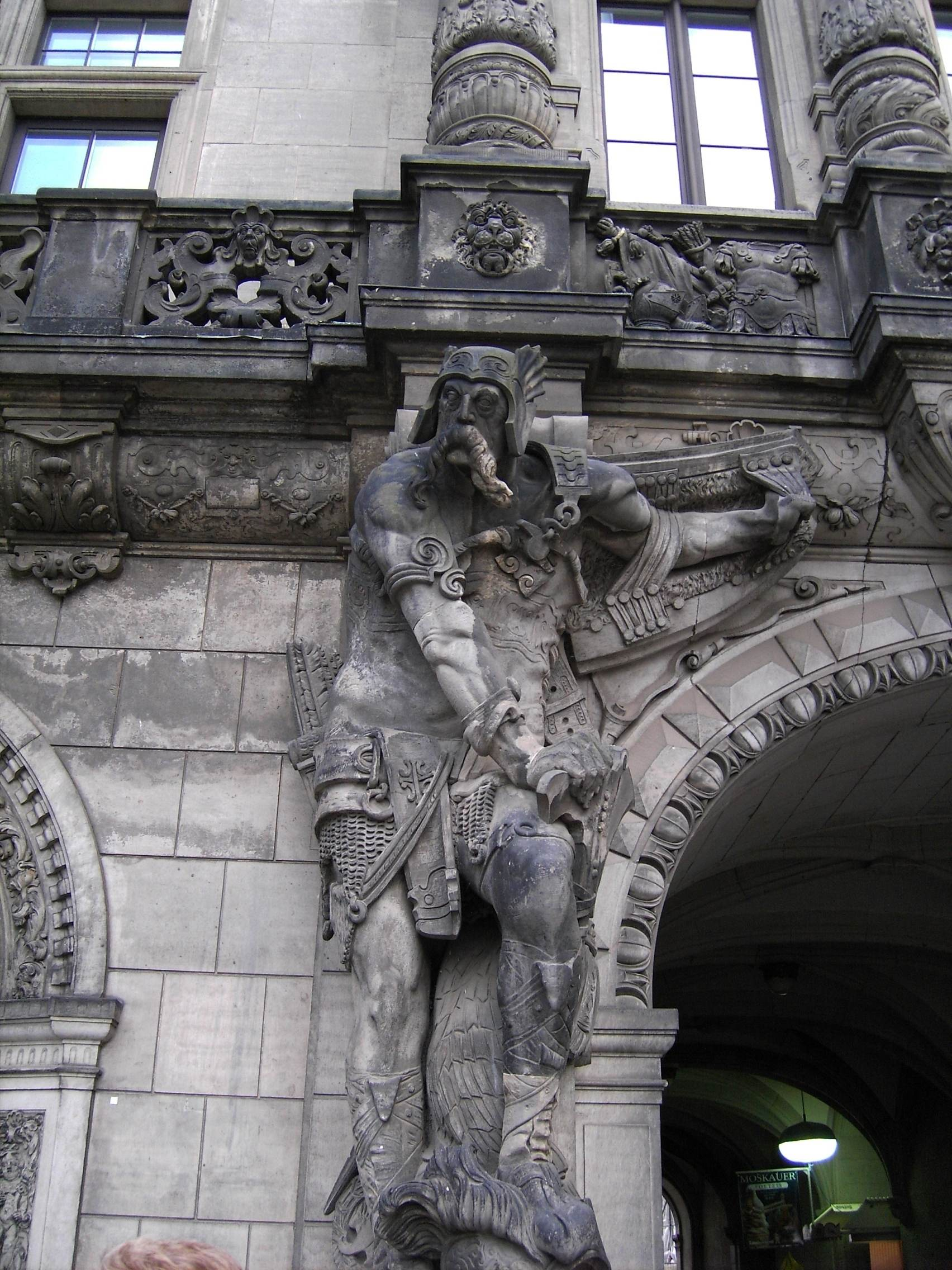
Statue de gauche au Georgentor
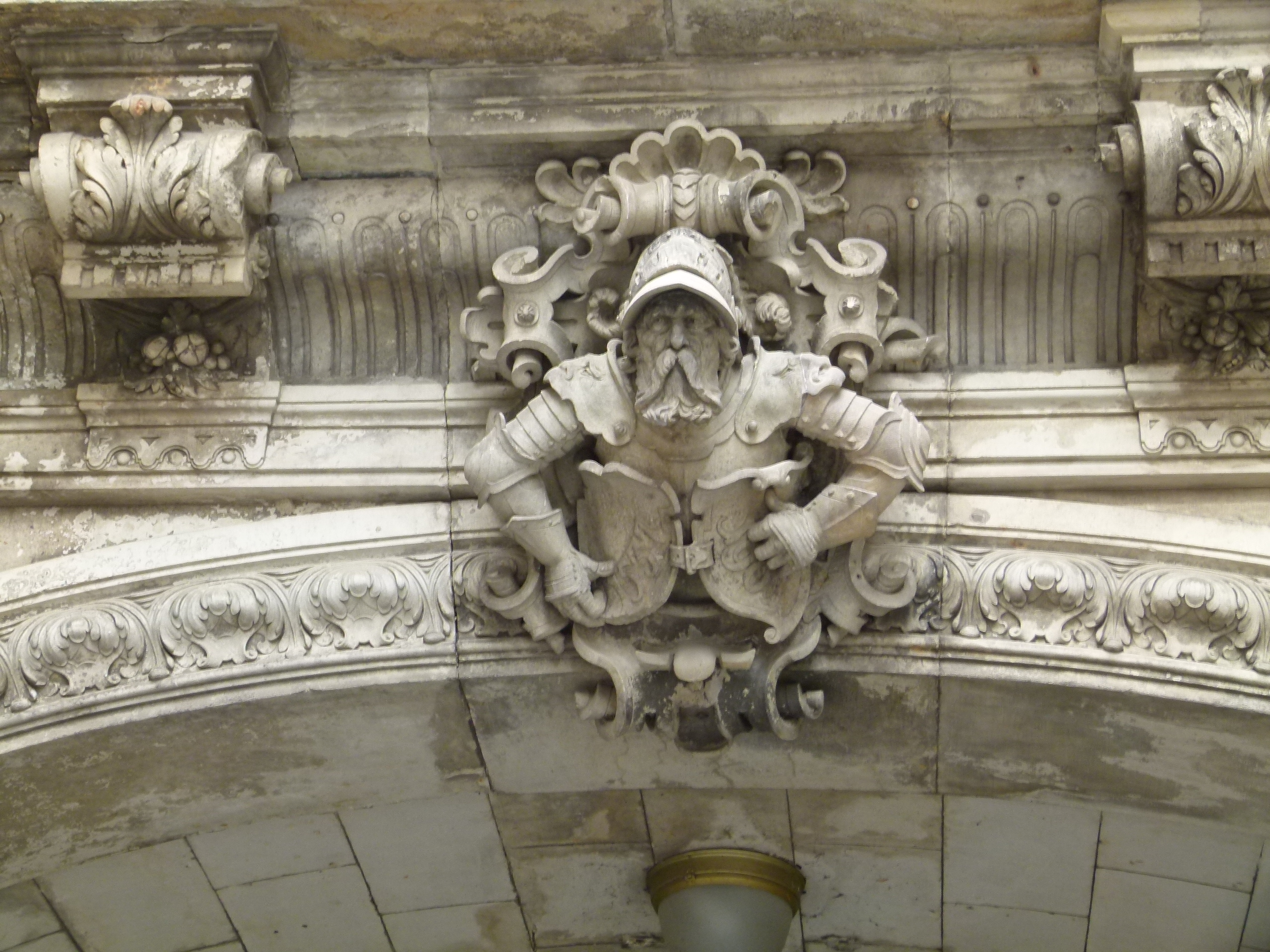
Sculpture en pierre
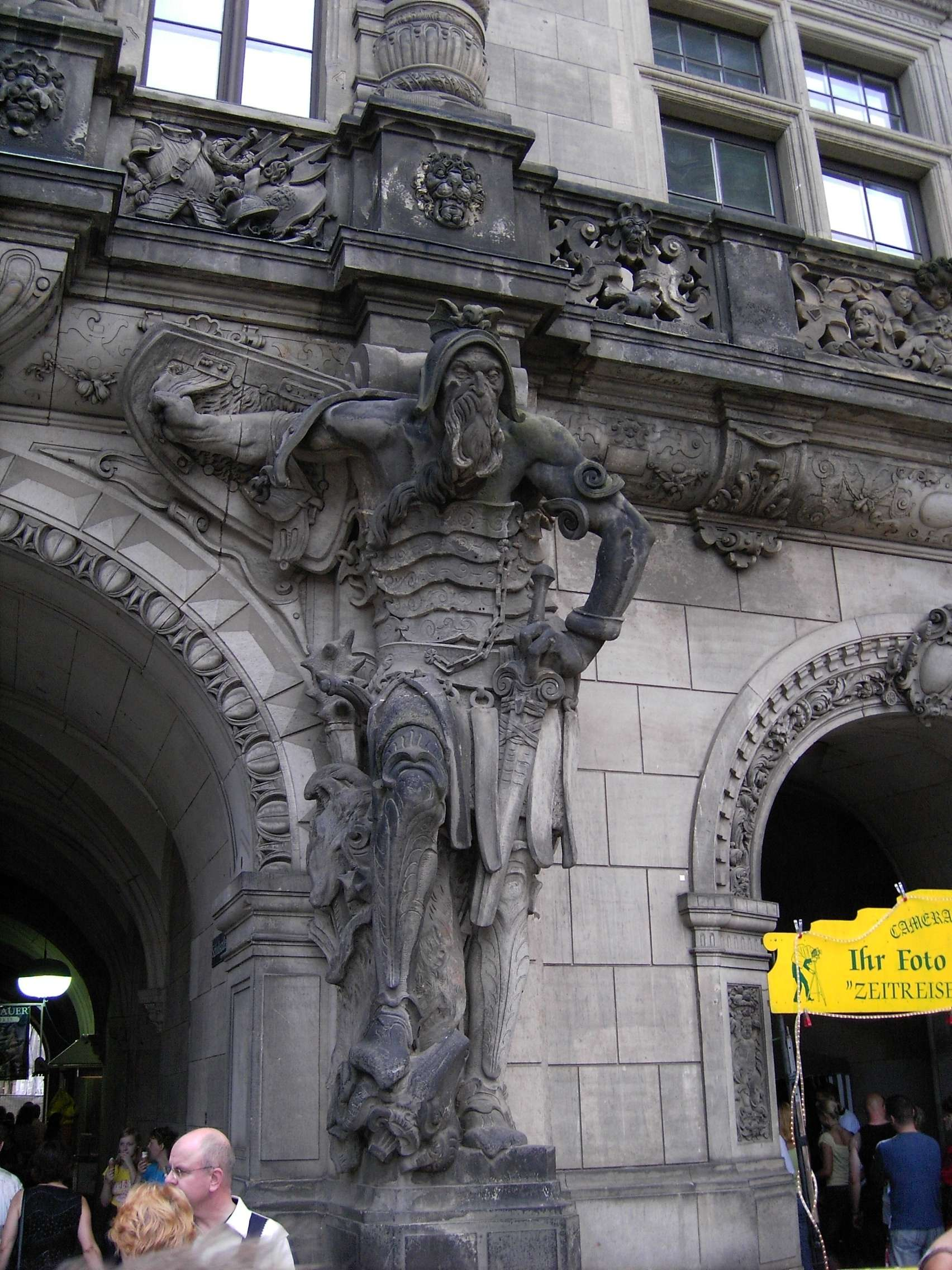
Statue de droite au Georgentor
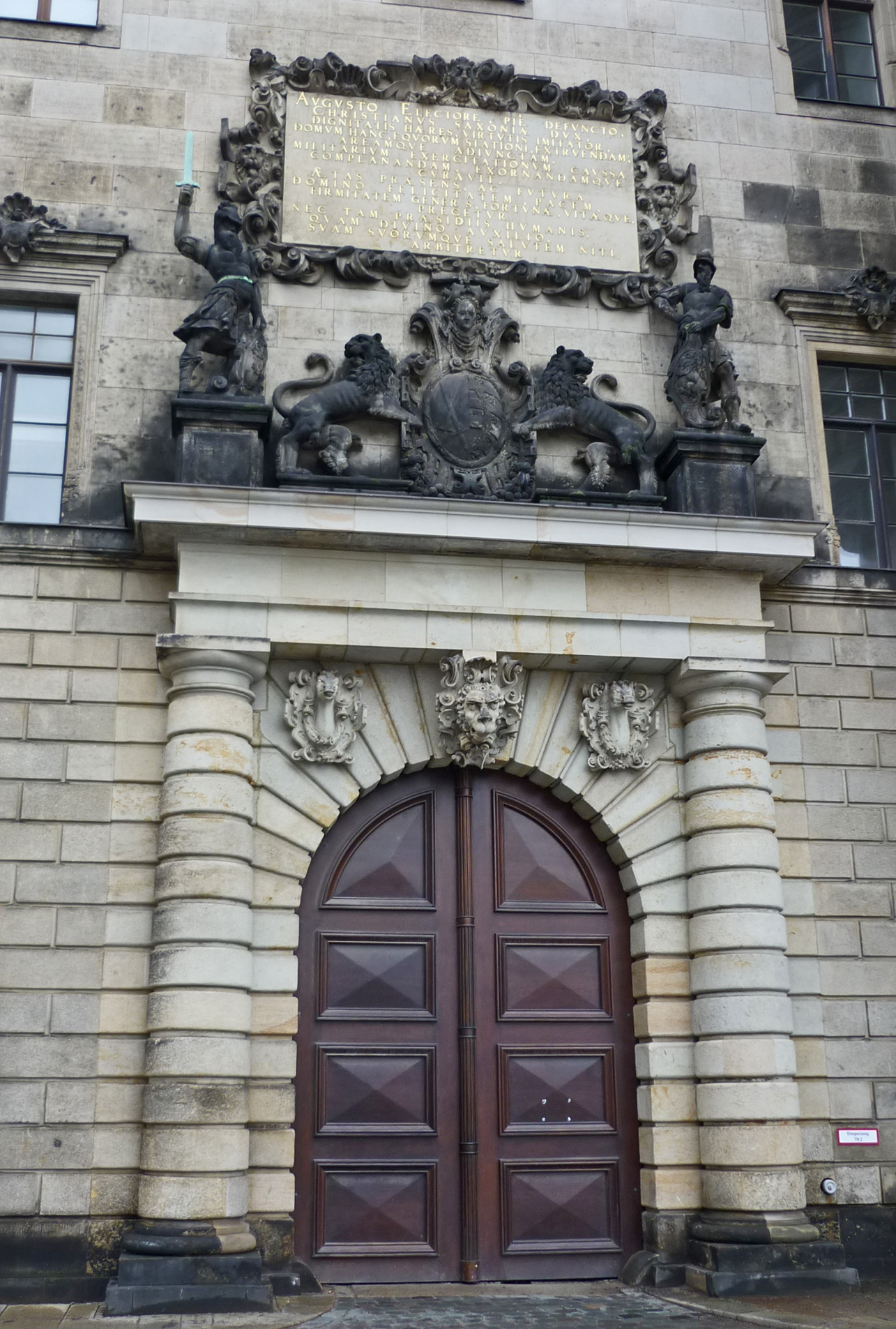
Porte de chasse à gauche
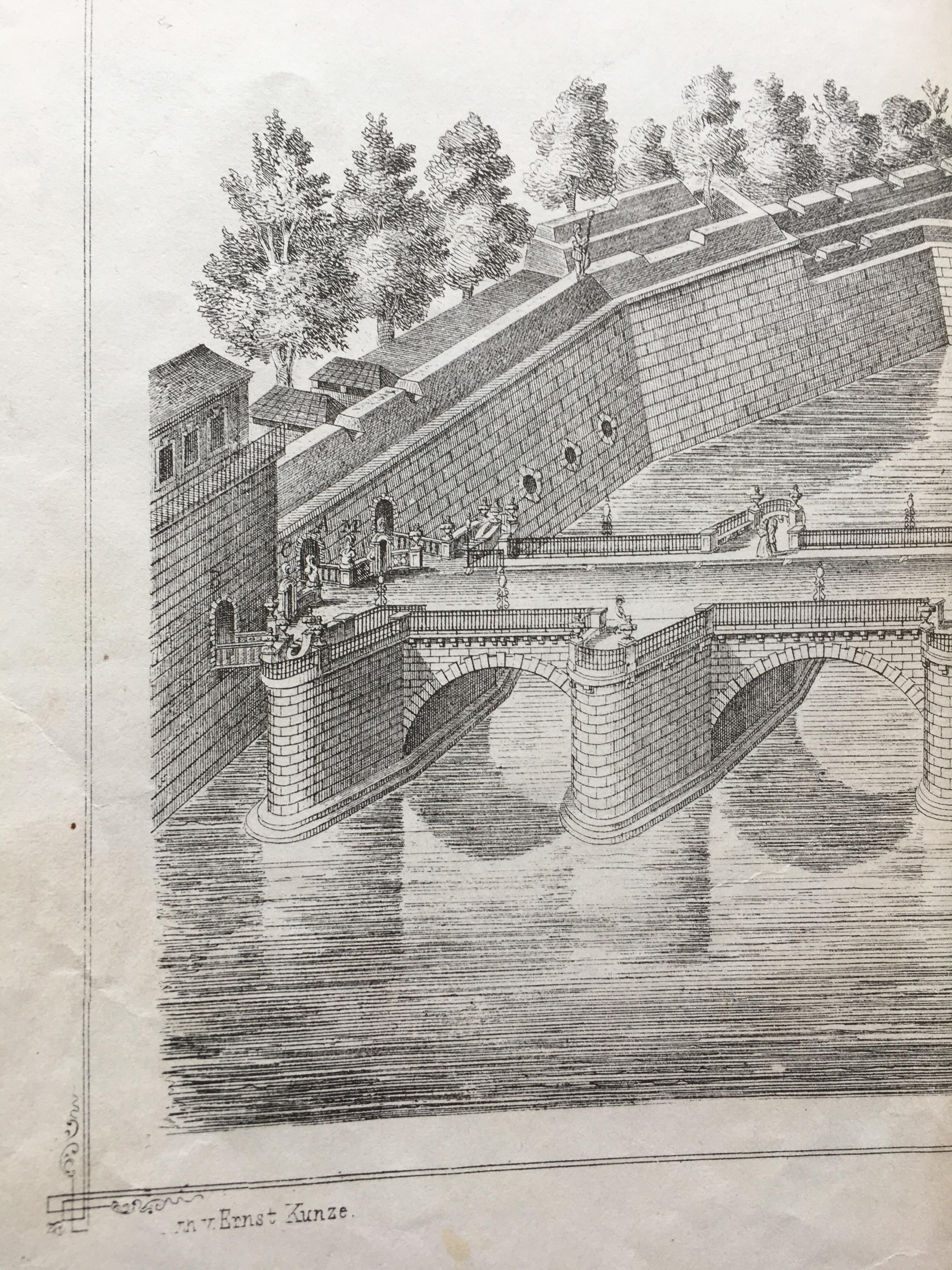
Ernst Kunze: Pont de l'Elbe, 1731, détail avec la porte de l'Elbe